# Tumwater, Washington
Tumwater är en ort i Thurston County i delstaten Washington, USA.